# Відносний коефіцієнт цитування
Відносний коефіцієнт цитування (англ. Relative Citation Ratio (RCR)) — бібліометричний показник кількісного оцінювання впливу дослідницької статті шляхом використання її мережі співцитування, що нормалізує кількість отриманих цитат.
Коефіцієнт відносного цитування не залежить від рівня статті та галузі та забезпечує альтернативу практиці використання факторів впливу журналу для ідентифікації впливових статей.
Запропонований Хатчінс, Юань, М. та Джордж М. Сантанджело (2015).